# 青森県道197号神原中里線
青森県道197号神原中里線（あおもりけんどう197ごう かんばらなかさとせん）は、青森県五所川原市から北津軽郡中泊町に至る一般県道である。

## 概要
五所川原市金木町神原で青森県道2号屏風山内真部線から北へ分岐し、岩木川の右岸を北上する。中泊町豊岡で東に向かい中泊町八幡で国道339号に合流する。
終点を直進すると青森県道103号津軽中里停車場線に接続する。

### 路線データ
- 起点：五所川原市金木町神原[1]
- 終点：北津軽郡中泊町[1]

## 歴史
- 1961年（昭和36年）2月10日 - 県道に認定される[1]。

## 路線状況

### 道路施設
- 神田橋（岩木川）

## 地理

### 通過する自治体
- 五所川原市
- 北津軽郡中泊町

### 交差する道路
- 青森県道2号屏風山内真部線（五所川原市金木町神原、起点）
- 青森県道183号富野大沢内停車場線（北津軽郡中泊町富野）
- 国道339号（北津軽郡中泊町八幡盛山、終点）

### 沿線の施設など
- 桜つつみ公園
- 中泊町立武田小学校
- つがるにしきた農業協同組合 武田支店
- 津軽鉄道 津軽鉄道線 深郷田駅（終点から県道103号経由）